# 人魚姫 (ツェムリンスキー)

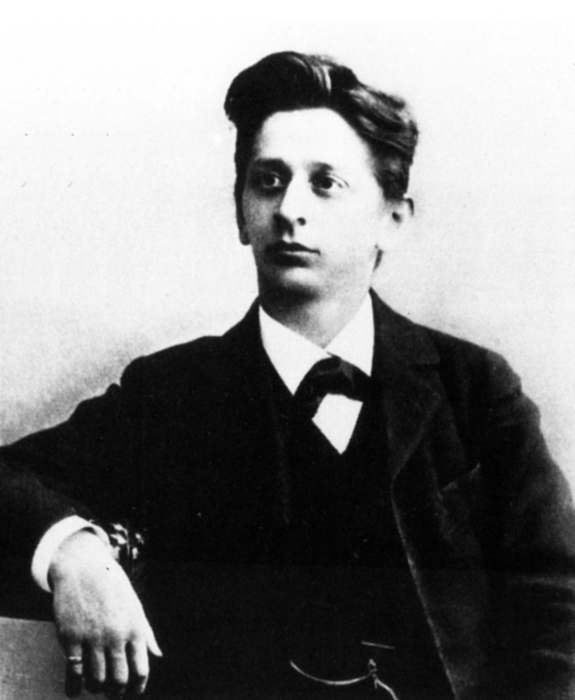
アレクサンダー・ツェムリンスキー

大管弦楽のための幻想曲『人魚姫』（にんぎょひめ、独: Die Seejungfrau)は、オーストリアの作曲家アレクサンダー・ツェムリンスキーがアンデルセンのおとぎ話『人魚姫』を基に1902年から1903年にかけて作曲した、3楽章からなる交響詩である。

## 創作の背景と経緯
ツェムリンスキーは1901年4月にアルマ・シントラーと恋仲になっていた。だがアルマは、その後1902年3月に結婚することとなるグスタフ・マーラーと出逢い、ツェムリンスキーとの関係を終わらせてしまう。交響詩『人魚姫』は、 部分的には、ツェムリンスキーがその結果感じ取った痛手や失意を表出したものであった。作曲は1902年2月に着手され、管弦楽法は1903年3月に完了させている。
初演は1905年1月25日にウィーン楽友協会において、作曲者手ずから指揮するウィーン演奏協会管弦楽団によって行われた。この時シェーンベルクの交響詩『ペレアスとメリザンド』も初演されている。評論家の反応は概ね好意的であった。その後は1906年12月にベルリンにおいてヴァルター・マイロヴィッツの指揮によって、1907年11月にはプラハにおいてアルトゥル・ボダンツキーの指揮によって上演された。

## 撤回から再発見まで
プラハ公演から暫くしてツェムリンスキーは作品を撤回した。「死の交響曲」として改作する意向であったともいわれるが、ツェムリンスキーはやがて第1楽章の譜面を知人のマリー・パッペンハイムにプレゼントとして与えてしまう。ツェムリンスキーは第2楽章と第3楽章を1938年にオーストリアから出国後にニューヨークまで携えて行き、これらはやがてその他のツェムリンスキーの手稿とともに、ワシントンD.C.の米国議会図書館に収蔵された。
作曲者の死後から長い間、『人魚姫』の総譜は紛失したか破棄されたものと見られていた。第2楽章と第3楽章をツェムリンスキーの未亡人ルイーズは、変ホ長調交響曲の生き残りの断章であると思い込んでいた。1980年代初頭に二人のイギリス人大学院生、キース・J・ルークとアルフレッド・クレイトンが、それぞれ別個に調査してウィーンとワシントンの譜面を検討し、両者の出処は同じであると結論付けた。
『人魚姫』の最初の復活演奏は、1984年にペーター・ギュルケの指揮するオーストリア・ユーゲント・フィルハーモニーによって行われた。それからというもの、同曲はツェムリンスキーの最も頻繁に演奏される楽曲の一つとなり、1986年のリッカルド・シャイー指揮のものから2010年のコルネリウス・マイスター指揮のものまで、いくつかの録音も登場した。
2013年には、音楽学者のアントニー・ボーモントによる学術校訂版が出版された 。これは、ツェムリンスキーが初演に先んじて第2楽章から削除した、人魚姫が海の魔女を訪れる場面を描いた88小節ぶんのパッセージを収録したものであり、これは以前の上演や録音では聞くことのできない部分であった。（ただしボーモント自身も2003年にカット稿に基づく録音を行なっている。）

## 楽器編成
フルート4（フルート3はピッコロ2と、フルート4はピッコロ1と持ち替え）、オーボエ2、コーラングレ、小クラリネット(変ホ)、クラリネット2、バスクラリネット、ファゴット3、ホルン6、トランペット3、トロンボーン4、チューバ、ティンパニ、パーカッション2、ハープ2、弦五部

## 楽曲構成
第1楽章 - 非常に重々しく (Sehr mäßig bewegt)
暗い海底の描写で音楽は始まり、やがてヴァイオリンのソロで人魚姫の主題が現れる。人魚から見た人間界の楽しげな様子、激しい海の嵐、船の難破と王子との出会いが描かれる。
第2楽章 - 非常に大きく動いて、ざわめくように (Sehr bewegt, rauschend)
海の魔女の家を訪れる人魚姫の様子と、人間となった後の王子の館での苦しみ、王子の結婚式。
第3楽章 - 非常に壮大に、苦悩に満ちた表現で (Sehr gedehnt, mit schmerzvollem Ausdruck)
その後の人魚姫の姉妹達との対話や人魚姫の自殺、天国への救済。物語の描写や標題性よりも交響曲のような純音楽的な展開が重視されている。